# Крістіан Завішицький
Крістіан Завішицький (нім. Christian Zawieschitzky, нар. 2 травня 2007, Куфштайн, Австрія) — австрійський футболіст, воротар клубу «Зальцбург».

## Ігрова кар'єра

### Клубна
Крістіан Завішицький є вихованцем клубної академії «Ваккера». У 2020 році він приєднався до молодіжної команди «Зальцбурга».
У вересні 2024 року воротар підписав з клубом професійний контракт і почав свої виступи у фарм-клубі «Зальцбурга» «Ліферінг» у Другій Бундеслізі. У лютому 2025 року контракт було продовжено,а сам Крістіан в складі юнацької команди «Зальцбурга» дістався півфіналу Юнацької ліги.
В основі «Зальцбурга» Завішицький дебютував у червні 2025 року на Клубному чемпіонаті світу у матчі проти мексиканської «Пачуки».

### Збірна
З 2022 року Крістан Завішицький виступав за юнацькі збірні Австрії. У 2025 році воротар почав грати в складі молодіжної збірної Австрії.